# 李奧納多特快
李奧納多特快（義大利語：Leonardo Express），是一個連結羅馬和其最大機場菲烏米奇諾機場的鐵路交通服務。李奧納多特快由義大利鐵路運營，全程需要31分，全長 37（23英里），中途不停車。李奧納多特快於1989年12月開始運行。

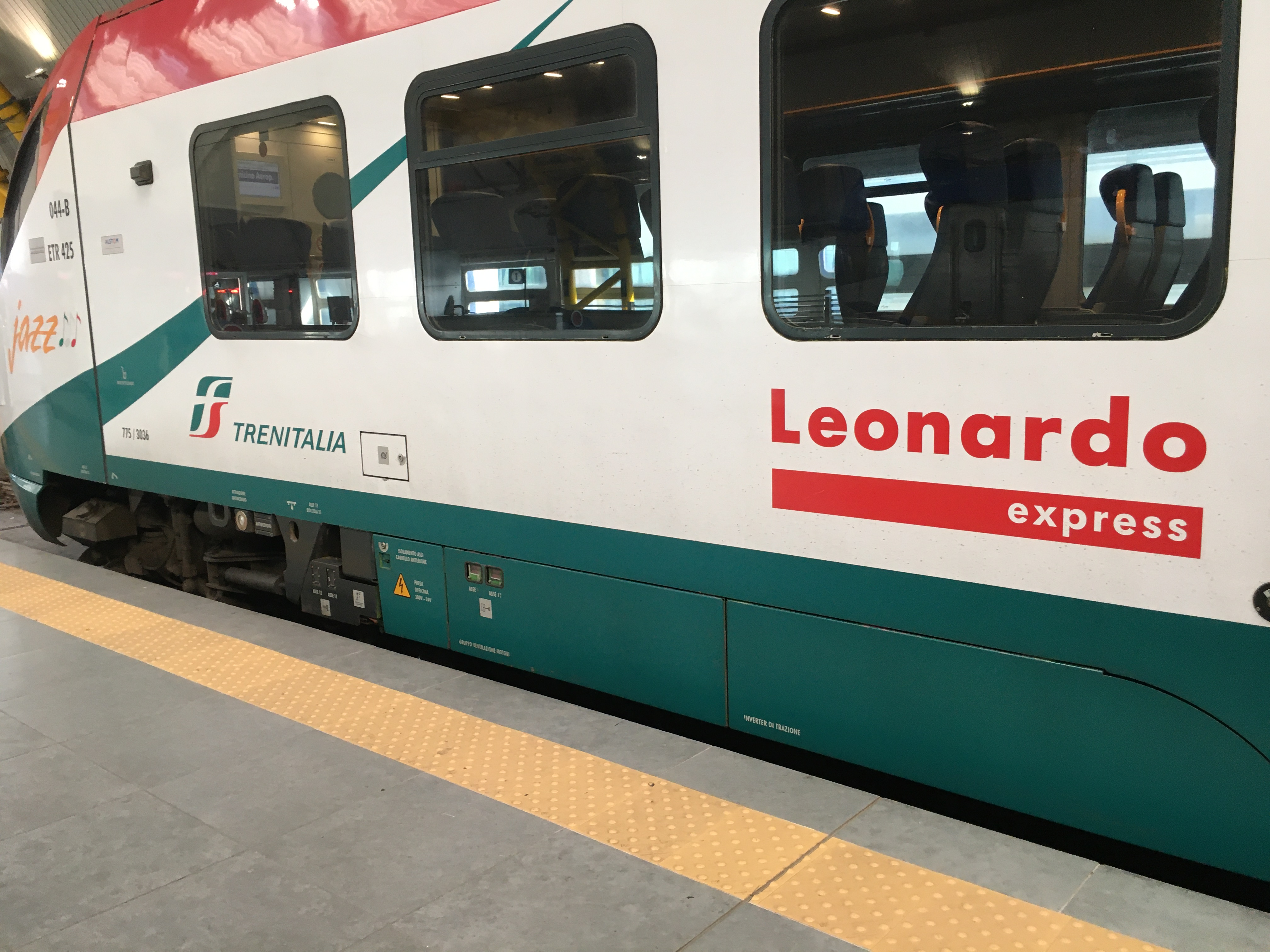
李奧納多特快的標誌

## 使用車輛

### 現在使用車輛

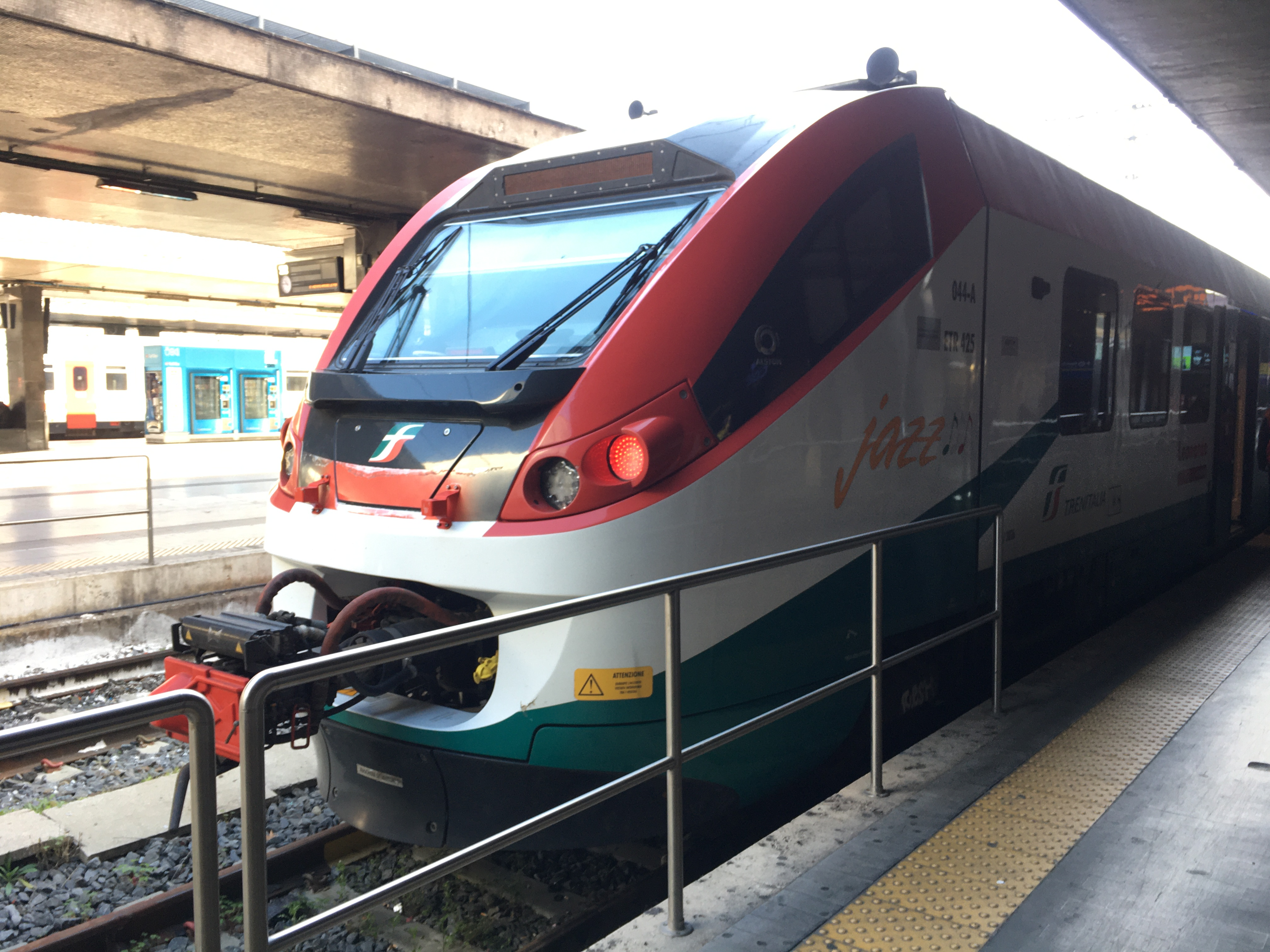

- 意大利鐵路ETR-425型電聯車（英语：Jazz (Italian EMU)）

### 以前使用車輛
- Carrozza UIC-X

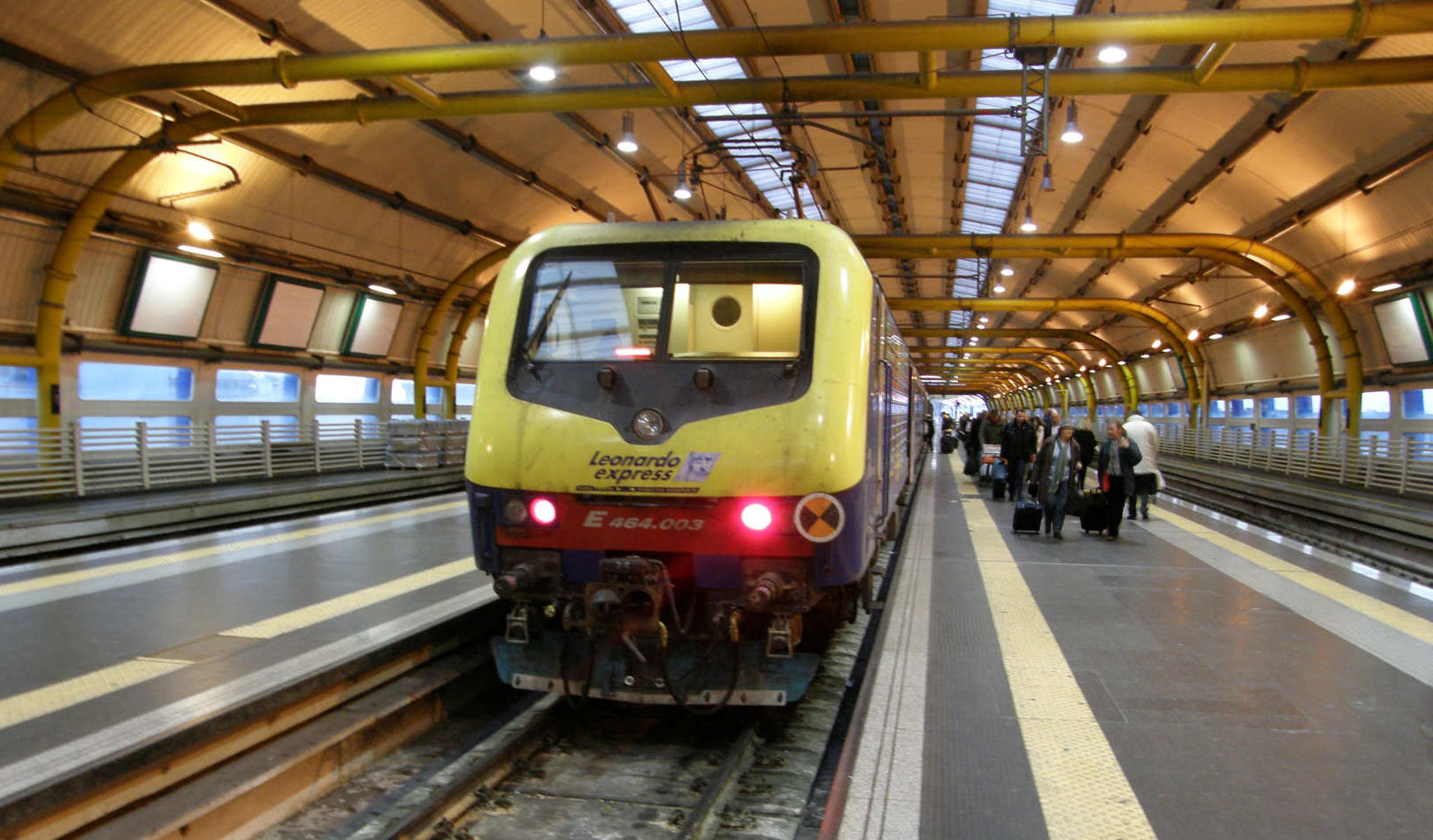

## 外部連結
- Aeroporti Di Roma - Fiumicino Services
- Trenitalia - Connections between Roma and Leonardo da Vinci airport
- Orari Leonardo Express - Leonardo Express' Timetables （页面存档备份，存于）